# Linsey McGoey
Linsey McGoey est une sociologue des sciences britannique, professeure au Département de sociologie de l'université de l'Essex. Elle est connue pour avoir écrit sur la philanthropie dans son livre No Such Thing as a Free Gift et co-édité le Routledge International Handbook of Ignorance Studies avec Matthias Gross ,,. Elle a également publié en 2019 The Unknowers: How Elite Ignorance Rules the World. 